# Иржи Марек
Иржи Ма́рек, настоящие имя и фамилия — Йозеф Иржи Пухвейн (чеш. Jiří Marek; 30 мая 1914, Прага, Австро-Венгрия — 10 декабря 1994, там же) — чешский писатель, журналист, сценарист, редактор, педагог. Доктор философии. Лауреат Государственной премии ЧССР.

## Биография
После окончания школы в 1933 году, изучал чешскую и немецкую филологию в Карловом университете в Праге. Был членом редколлегии студенческого журнала, работал в левой Ассоциации студентов философии. Затем с 1939 года преподавал в институтах в Страконице (1939—1940), Находе (1943—1944), Собеславе (1940—1943, 1944—1945) и в Праге (1945—1946).
В 1945 году вступил в КПЧ. В 1946 году работал инспектор отдела образования, с 1947 по 1948 год — преподаватель гимназии в Праге.
В 1948—1950 редактировал газету «Лидове новины», затем некоторое время был редактором официальной газеты Коммунистической партии Чехословакии «Руде право» и в том же году он стал редактором журнала «Мир Советов».
В 1954—1959 занимал пост генерального директора Чехословацкой государственной киностудии.
С 1949 по 1963 — член ЦК Союза чехословацких писателей (с 1949 по 1953 год возглавлял отделение кинематографии).
В 1950—1960 гг. в качестве журналиста и литератора неоднократно посещал СССР и европейские государства, в 1955 посетил Индонезию и Соединённые Штаты, в 1956 и 1965 — Китай).
В 1960 году — доцент, затем заведующий кафедрой чешской литературы Института по вопросам образования и журналистики Карлова университета, позже факультета социальных наук и журналистики в Карловом университете (в 1964—1966 — декан). В 1972 был приглашён занять место доцента философского факультета Карлова университета. Доктор философии с 1974 года за диссертацию «Вклад в социологию культуры (1945—1968 годы)».
После выхода на пенсию в 1982 году полностью посвятил себя литературному творчеству.

## Творчество
Иржи Марек — автор романов о Второй мировой войне, прозы и приключенческих произведений, книг и сказок для детей. Особую популярность приобрёл как автор детективных фильмов, телевизионных сценариев и радиопостановок.
Он также писал сказки, сатирические и юмористические рассказы, побасёнки и научно-фантастические произведения. Самыми известными из его произведений являются роман-антиутопия «Blažený věk» (Сумасшедший век) (1968) и «Паноптикум города Пражского» (1979).
На русский язык переведены его книги 50-60-х годов: «Бойцы идут ночами», «Деревня под землёй», «Над нами рассвет», «Молодые борцы», «Страна под экватором», «Маленькие драмы»; вышел сборник его избранных сатирических и юмористических рассказов «Интересный малый».
В Чехословакии едва ли не самыми популярными книгами И. Марека стали сборники «Паноптикум старых криминальных историй» (1968), «Паноптикум грешников» (1971), «Паноптикум Города Пражского» (1979). Хотя многие из детективных рассказов этих сборников основаны на старых «отчётах из зала суда» и архивных документах, писатель выразил здесь своё отношение к жизни. Материал позволил ему «спустить с узды фантазию», а временная дистанция открыла возможность соединения трагики с юмором и неким объективным лиризмом. Присутствует он и в другом, не менее популярном произведении Марека, романе «Мой дядюшка Одиссей» (1974), где автор как бы оживляет семейные фотографии. В четырёх песнях этого пародийного, ироикомического эпоса писатель рассказывает о похождениях бывшего председателя объединения похоронных бюро Йозефа Фрайвальда, который делится богатым жизненным опытом со своим внучатым племянником. Мудрый и иронический взгляд автора, не совпадающий с жизненными концепциями героев, придаёт ёмкой и многогранной сатире писателя как бы четвёртое измерение.
Последние годы Иржи Марек работал над обширным романом-эпопеей, охватывающим историю Чехии с конца XIX века по май 1945 года. Первые два его тома, под названием «Соль земли», вышли в 1981 году, последний — «Время любви и ненависти» — в 1986-м. В эти же годы была написана книга «Собачья звезда Сириус, или Похвальное слово собаке» (1982).

## Избранная библиография
- «Бойцы идут ночами»
- «Деревня под землёй»
- «Над нами рассвет»
- «Молодые борцы» «Страна под экватором»
- «Маленькие драмы»
- «Тристан, или О любви»
- «Паноптикум старых криминальных историй»
- «Паноптикум грешников»
- «Паноптикум Города Пражского»
- Автомобильные сказки
- «Собачья звезда Сириус, или Похвальное слово собаке»
- «Соль земли»
- «Время любви и ненависти»

## Фильмография
- Попутный ветер / Větrné moře (1973), со-сценарист, по рассказу «Жизнь под знаменем»
- Жизнь под знаменем / Život pod praporem, сюжет
- Смерть чёрного короля / Smrt černého krále (1972), сюжет, сценарий
- Убийство в отеле Эксцельсиор / Vražda v hotelu Excelsior (1971), сюжет, сценарий
- Пеночка и Зонтик / Pěnička a Paraplíčko (1971), сюжет, сценарий
- Похождения красавца-драгуна / Partie krásného dragouna (1970), сюжет
- Грешные люди города Праги / Hříšní lidé města pražského (1968—1970) (ТВ сериал), сюжет, сценарий
- Алиби на воде / Alibi na vodě (1965), сюжет, сценарий
- Шесть партий /Šestý do party (1962) (телевизионный фильм), сюжет, сценарий
- Поправьте фокус! /Zaostřit, prosím! (1956), сюжет, сценарий
- Как дедушка Фалтус встретил ангела / Jak dědek Faltus potkal anděla (1954), сюжет
- В подземелье /V podzemí (1954), сюжет
- Над нами рассвет / Nad námi svítá (1952), сюжет, сценарий
- Победные крылья / Vítězná křídla (1950), сюжет, сценарий
- Святая грешница /Svatá hříšnice (1970), сюжет
- Пропавшие банкноты / Na kolejích čeká vrah (1970), сюжет, сценарий
- Везде живут люди / Všude žijí lidé (1960), сюжет
- Случай Z-8 / Případ Z-8 (1948), сюжет
- О сверхъестественных вещах / O věcech nadpřirozených (1958), сюжет, сценарий
- Спартакиада / Spartakiáda (1955), комментарии
- Автомобильные сказки / Automärchen … (1983), сюжет